# Sander Armée
Sander Armée (Lovaina, 10 de diciembre de 1985) es un ciclista belga que fue profesional entre 2010 y 2022.
Su hermana Nele Armée fue igualmente ciclista.

## Trayectoria
Debutó como profesional en 2010 con el equipo Topsport Vlaanderen-Mercator. En 2014 fichó por el Lotto Belisol, equipo en el cual estuvo hasta 2020, marchándose entonces al Team Qhubeka NextHash.
Su mayor éxito como profesional llegó en la Vuelta a España 2017 en la que consiguió ganar la 18.ª etapa acabada en Santo Toribio de Liébana merced a una fuga; además de lograr el 19.º puesto en la clasificación general.
El 31 de diciembre de 2022 anunció su retirada tras haber competido en su último año como profesional con el equipo Cofidis.

## Palmarés
2009 (como amateur)
- 2 etapas del Tour de Bretaña
- Flecha de las Ardenas
- Tríptico de las Ardenas, más 1 etapa
- Kattekoers

2015
- Flecha de Heist

2017
- 1 etapa de la Vuelta a España

2020
- 1 etapa del Tour Poitou-Charentes en Nueva Aquitania

## Resultados en Grandes Vueltas
Durante su carrera deportiva consiguió los siguientes puestos en las Grandes Vueltas:
| Carrera | Carrera         | 2010 | 2011 | 2012 | 2013 | 2014  | 2015 | 2016 | 2017 | 2018 | 2019 | 2020 | 2021 | 2022 |
| ------- | --------------- | ---- | ---- | ---- | ---- | ----- | ---- | ---- | ---- | ---- | ---- | ---- | ---- | ---- |
|         | Giro de Italia  | —    | —    | —    | —    | 47.º  | 65.º | —    | —    | 57.º | —    | 47.º | —    | —    |
|         | Tour de Francia | —    | —    | —    | —    | —     | —    | —    | —    | —    | —    | —    | —    | —    |
|         | Vuelta a España | —    | —    | —    | —    | 103.º | —    | 90.º | 19.º | 73.º | 73.º | —    | Ab.  | —    |

—: no participa

Ab.: abandono